# もつ煮
もつ煮（もつに）とは、牛、豚、鶏、馬など、鳥獣の内臓を煮込んだ日本の料理の総称である。

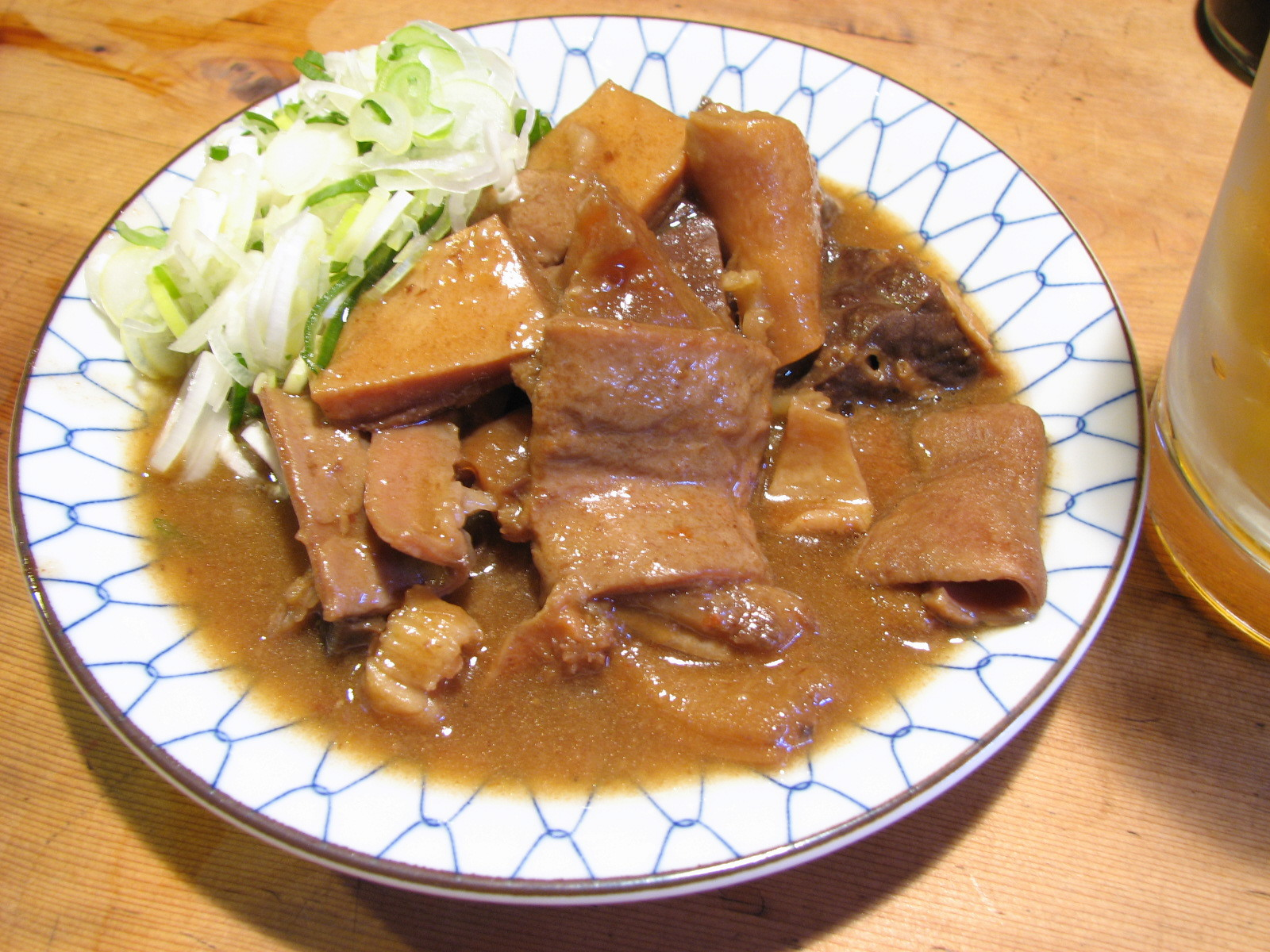
東京 岸田屋の煮込み

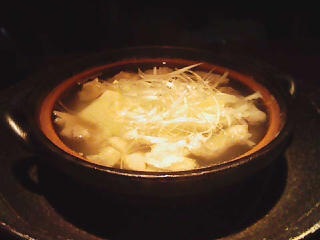
東京 新宿・のみや「呑」の塩もつ煮込み。スープが透き通っている

表記や呼称はもつ煮込み、もつ煮込などがあり、モツをカタカナ表記する場合もある。単に「煮込み」と呼び、臓物（ぞうもつ）（＝内臓）を表す「もつ」という語句を省くことがある。また、「ホルモン煮」と呼ばれることもある。

## 概要

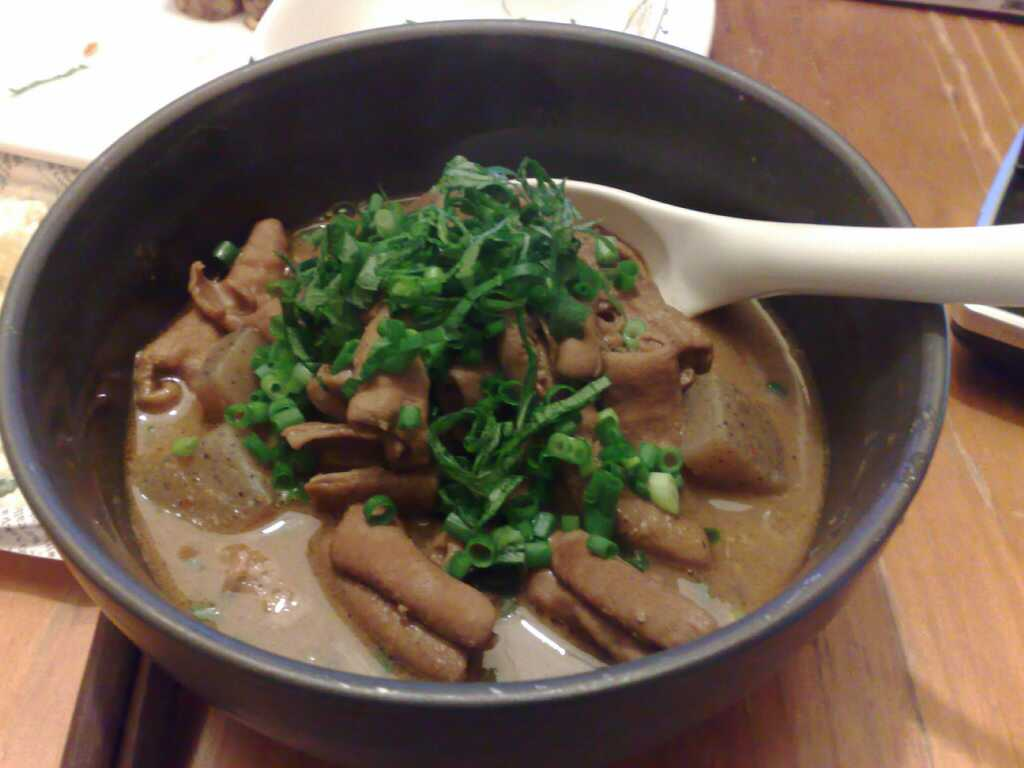
群馬県 永井食堂の煮込み

下茹でした豚または牛の小腸と生姜を臭みが取れるまでさらに茹で、具材に大根、人参、牛蒡などの根菜類と コンニャクや豆腐などを加え、醤油および味噌で味付けし、盛り付けの際に長ネギを粗みじん切りにしたものを乗せたものとなっている。材料も味付けも時期や地域によって多様である。
大まかな日本各地のもつ煮、およびそれに類する料理を挙げていくと、北海道中部の赤平炭鉱では、鉱夫の間で馬のナンコウ鍋と呼ばれる料理が食べられていた。このナンコウ鍋は基本的には馬肉を煮込んだ料理であるが、その出自からもともとは内臓肉を含むとされている。「なんこ鍋」とも呼ばれ、秋田県の鉱山坑夫の間で始まったものが北海道に渡り、歌志内市など北海道各地の郷土料理として残っているとされる。また上記文献の著者自身の実体験談として、実家が秋田県で博労（牛馬の売買をする人。馬喰とも表記する）であったことから、母親が豚の内臓を煮込んで食べた経験があるとしている。

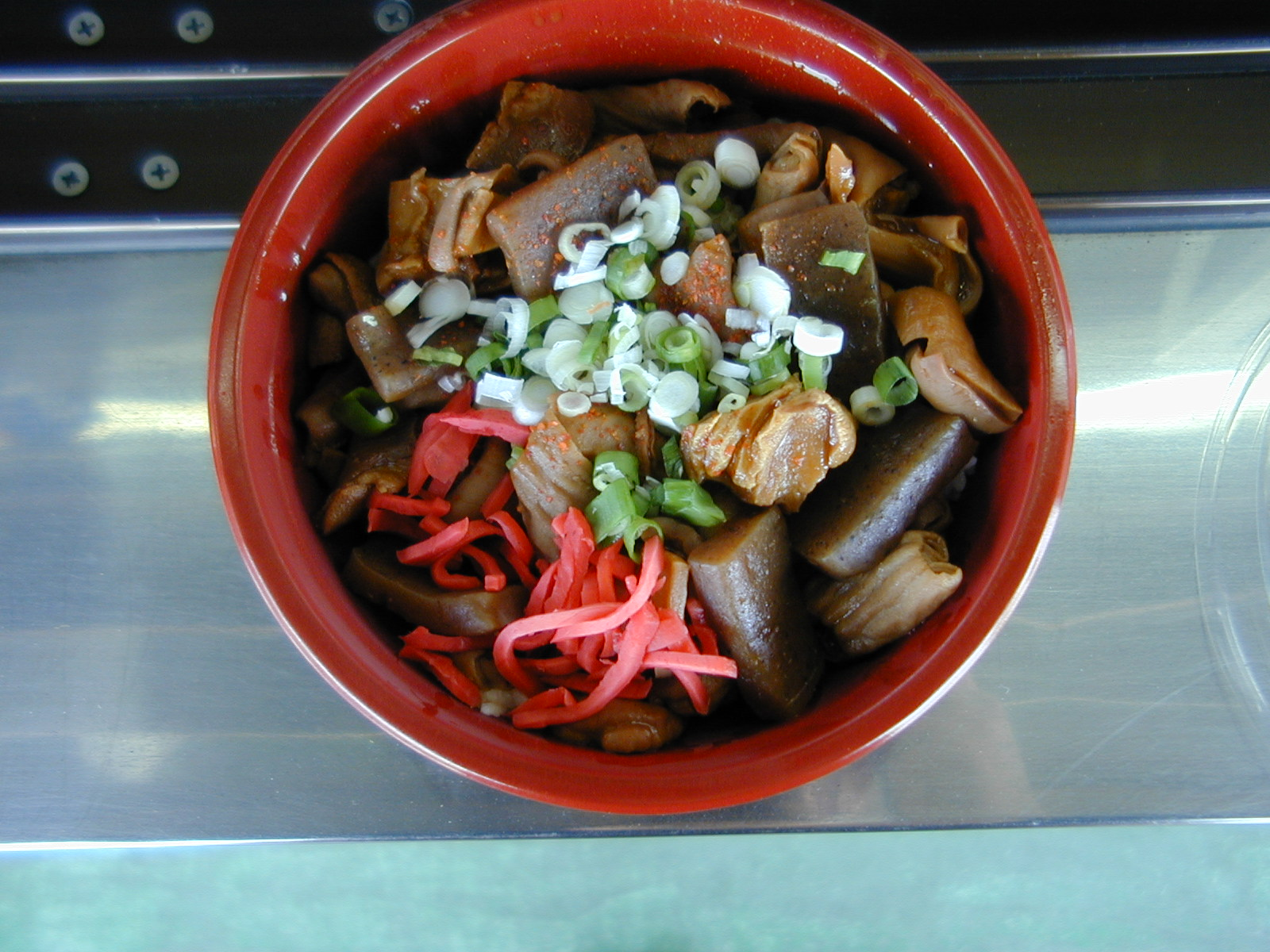
中部地方の「どて煮」

中部地方のもつ煮は、豚の内臓をこんにゃくとともに八丁味噌で煮込んだ「土手煮」（単に「どて」と呼ばれる場合もある）が主流であり、関東のもつ煮込みと比較するとより味が濃く甘辛いものが多い。具材にはゆで卵が加わることもある。長野県の郷土料理には馬の腸を使った「おたぐり」がある。また山梨県には鳥もつ煮があり、「甲府鳥もつ煮」との名称でB-1グランプリに出展している。

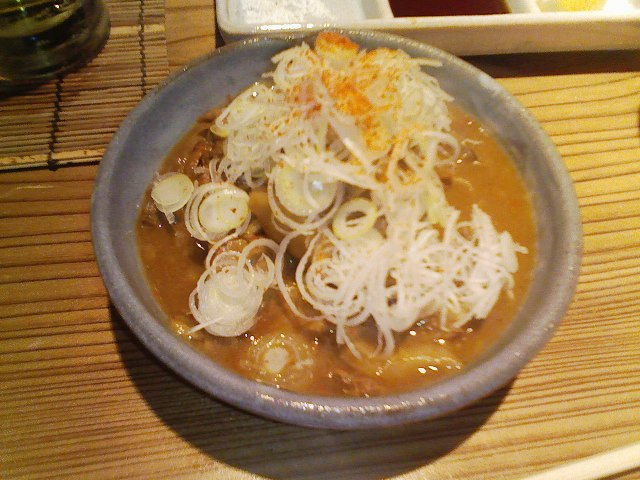
京都府 「串かつ 橙 だいだい」のもつ煮込み

関西地方には「北ホルモン」という語句を1937年に出願し1940年に商標登録（登録0334852）した北極星という洋食店があり、とくに小腸と大腸についてはコテッチャン、テッチャンと称され、焼いて食べる調理方法がより馴染み深い。「ホルモン料理」の語源として「ほるもん（捨てるもの）」から転じたとする説があるが、佐々木道雄は著書の中でこれを再検証し否定している。
九州地方にはもつ煮よりも、博多を中心としたもつ鍋の文化の方が定着しており、ニンニクをスライスした醤油ベースのスープに、キャベツ、ニラなどを具材とした鍋として食する。

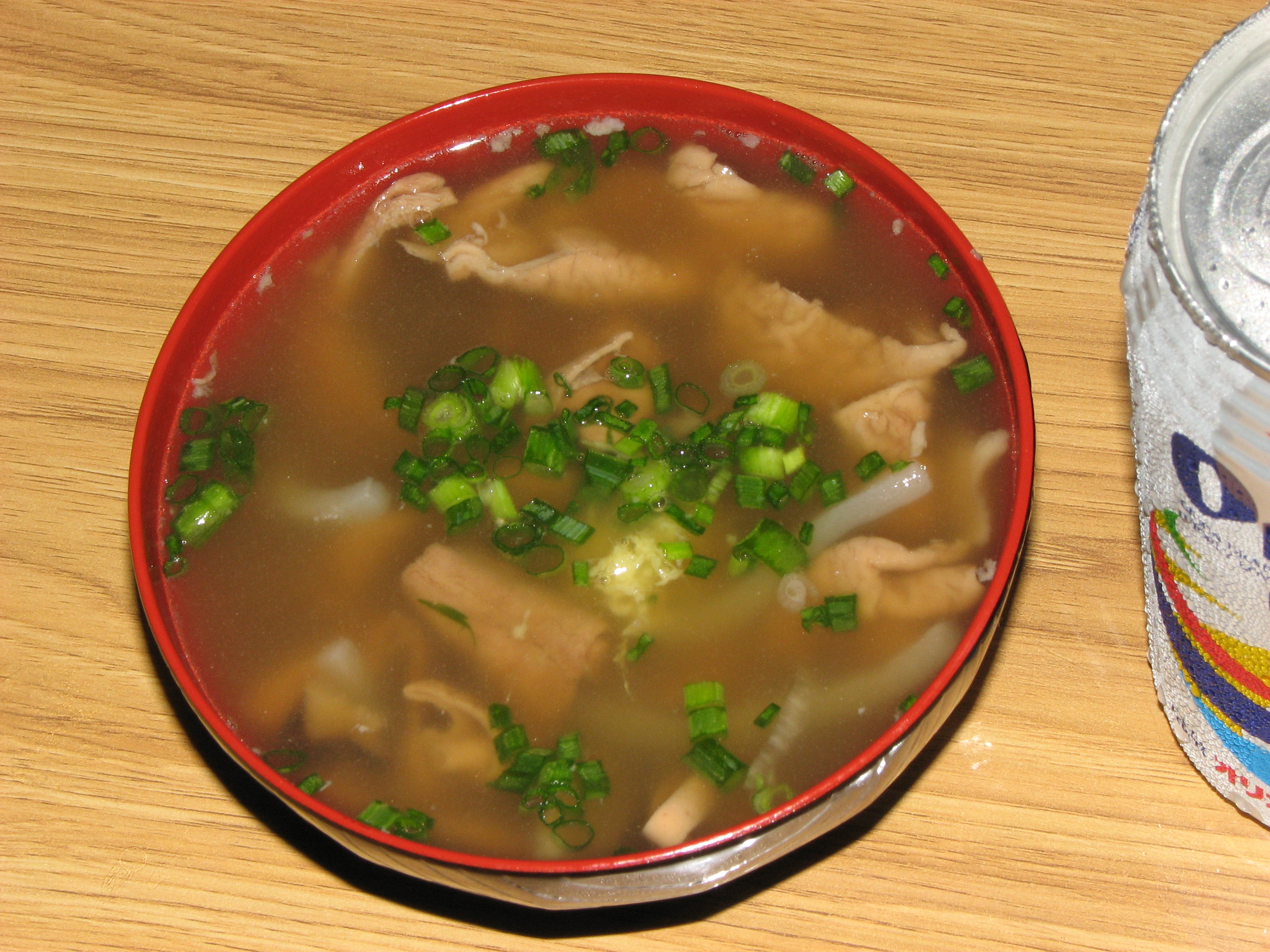
沖縄の「中身汁」

沖縄には、琉球王朝時代から豚を余すことなく工夫して食べる食文化があり、伝統料理として、中身汁（中味汁）が主として正月や慶事の代表料理として親しまれてきた。豚の小腸・大腸・胃を丁寧に洗浄し、長時間煮込むなど手間と時間をかけて下ごしらえした中身（豚の内臓）と、こんにゃくやシイタケを具にして煮込んだ一種の吸い物。具だくさんの煮物として供される場合もある。鰹節・昆布・鶏肉で出汁をとる場合もあり、また沖縄そばに具として入れた中身そばや炒め物など、他の料理にも応用されている。また、豚肉のみならずヤギの肉や内臓、血などをごった煮にした山羊汁や、牛の臓物を煮込んだ牛汁なども伝統食として知られる。

## 歴史

### 内臓以外の材料
味噌味噌が味噌煮に使われるようになったのは鎌倉時代からであり、室町時代から飲まれるようになった味噌汁の始まりよりも古い。
野菜江戸時代の肉鍋の野菜にはもっぱらネギが使われており、大根を使うようになったのは明治以後と見られる。ただし通常の煮物としては古くから食べられている。それまで、大根はもっぱら沢庵漬けとして食されており、煮物に多用されるようになったのは練馬秋づまり大根の栽培が増えて以降である。

### 明治以降の内臓肉食ともつ煮の誕生
1874年（明治7年）6月の『繁昌誌』に「辻売の煮肉は、一串僅文久三孔、廉価此の如くなれば、人力曳は、夜寒を凌ぐに便る地を得、按摩針に霜を踏むに杖の力云々」とあり、1944年（昭和19年）の『増補改訂明治事物起源』はそれを紹介して「辻売の煮込の様子は今日と変わらない」と解説している。
1882年（明治15年）頃の東京の低所得者の生活を記録した文学である、松原岩五郎の『最暗黒の東京』には「煮込み」の記述が記されており、
 これは労働者の滋養食にして種は屠牛場の臓腑、肝、膀胱、あるいは舌筋等を買い出してこれを細かに切り
と書き出され、田楽のように串に刺して、醤油に味噌が混ざった汁で煮込んだものと記されている。
価格は一串あたり2厘（そばが1銭から1銭2厘程度の物価）で20串くらいを平らげる者もいると続き、腥臭が酷く一般人には向いていないとされている。もともとこの文学の成り立ちがいわゆる貧民窟と言われていた場所への潜入ルポの体裁であり、煮込みを食べる人々の職業として、肉体労働である人力車の車夫が挙げられている。また同書には夜業車夫相手に屋台のメニューにも煮込みがあると記されている他、鶏の臓物を蒲焼にしたものとして焼き鳥に関する記述もあり、これは3厘から5厘の価格となっていることから牛の臓物よりも高級品であったことが見て取れる。

また永井荷風は1942年（昭和17年）の『断腸亭日乗』第二十七巻に
深川門前仲町あたりの屋台店にて煮込と言ふ物の材料は牛豚等の臓物を味噌で煮たるもの。焼鳥の材料も同様なり。
と書き、松原岩五郎が記したものと一致することから、明治中期から戦前に至るまでもつ煮の歴史はあまり変化がなく続いており、偶然にも同様に焼き鳥の記述が続いている。
「焼き鳥」と称するとき、材料が鶏肉以外のものが含まれるのは、鶏肉の価格が他に比較して高かったことが影響している。30年ほどの開きがあるが、1911年（明治44年）の時点から1950年（昭和25年）頃までは、鶏肉、豚肉、牛肉の順で高価であり、内臓肉の流通と価格についてははっきりした資料がないものの、1940年頃までは内臓も同様の価格順であったことが推察され、第二次世界大戦後にブロイラーをアメリカから導入するまでは価格差はそれほどなかった。そのために「最暗黒の東京」では串に刺さったもつ煮の価格よりも焼き鳥の方が高く、永井荷風の記述における、焼き鳥という名前でありながら牛や豚の臓物が材料であるという理由が、高級食材である鶏肉に見立てていたことがうかがえる。
大正から昭和にかけての文献では、今東光や古川緑波の記述として牛丼（カメチャブ）について触れられており、材料には牛肉だけでなく牛のもつが使用されていたとある。

### 近代のもつ煮
学食や定食屋、居酒屋に至るまで「もつ煮」あるいは「もつ煮込み」は安価で栄養価が高いメニューとして認知され、前述の通りモツ以外の材料や味付けも多岐にわたっている。 
東京の下町に、もつ煮込みを提供する酒場が多い理由について、日本文化の研究者のマイク・モラスキーは『吞めば、都』（ちくま文庫）で、朝鮮半島出身者が多数住んでいたからではないかと指摘している。内臓肉を好んで食べる彼らが住んでいたからこそ、東京の「もつ文化」がより栄えたのではないか、ということである。関西でも、ホルモン焼き店が密集する大阪・鶴橋の近辺には、戦前から朝鮮半島出身者が数多く居住しており、近代のもつ煮文化の発展は朝鮮の食文化が関わっていたと思われる。

## 日本国外における類似の料理
日本国外においても、もつ煮に類した料理は、大衆料理や郷土料理として、伝統的に世界中で食されている。肉食文化において内臓はおおむね安価であるが独特の臭いがあり、それを抑えるため、ワインやトマト、ニンニク等で煮込まれることが多い。
イタリアには「トリッパ」（trippaという語句自体が胃という意味がある）というトマトをベースにした味付けで牛の内臓を煮込む料理がある。フランスでは内臓全般をトリップと呼び、一般的な食材とする。アンドゥイエットのように豚の腸に詰めてソーセージのようにするほか、トリプーやカン風トリップのように煮込み料理にもされる。スペインにはカジョスもしくはカリョス（callos）と呼ばれる牛の胃を赤ワインで煮込んだ料理がある。ポルトガルのポルトには仔牛の内臓や豚の耳と白インゲンを煮込んだトリパス（tripas）と呼ばれる郷土料理がある。エンリケ航海王子がセウタ攻略に際して市民から食糧の供出を求め、市民は内臓のみでしのいだという故事にちなみ、ポルト市民には「モツ食い」 (Tripeiros) という愛称があり、FCポルトの愛称にも採用されている。また、トルコやギリシャ、ブルガリアなどのバルカン半島周辺の地域では、牛の胃壁を煮込んだ料理がある。それぞれの言語によって呼び名は異なり、トルコ語ではイシュケンベと呼ばれる。
アメリカ合衆国においては、アフリカ系アメリカ人の伝統文化として、豚や牛の内臓を煮込んだ料理がソウルフードとして食べられている。チタリングス（Chitterlings）とは豚の腸のことであるが、煮込み料理そのもののことを指すこともある。また南米のペルーには「カウカウ (CAUCAU) 」という牛のハチノスを使った料理があり、主に朝食で食される。
中国においては、牛の内臓を煮込んだ「牛雑」があり、香港などの屋台ではジャンクフードとして販売されている。臭み消しとして味の濃い醤が使われる。
内モンゴルにおいては羊の内臓を煮込んだ羊雑碎（ヤンザースイ）という料理がある。

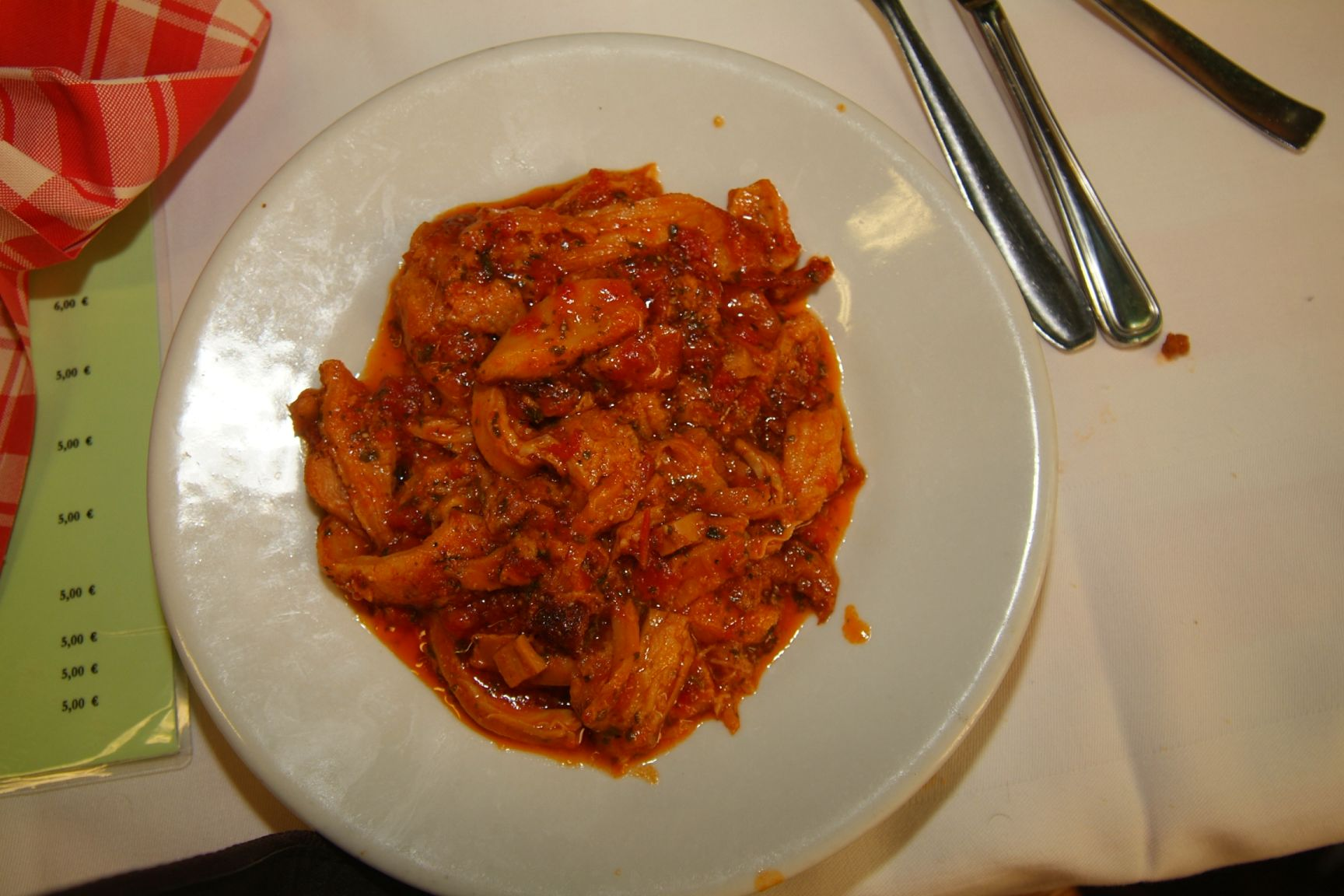
リヴォルノ風トリッパ。イタリア・トスカーナ地方の郷土料理。牛ハチノスのトマト味煮込み。
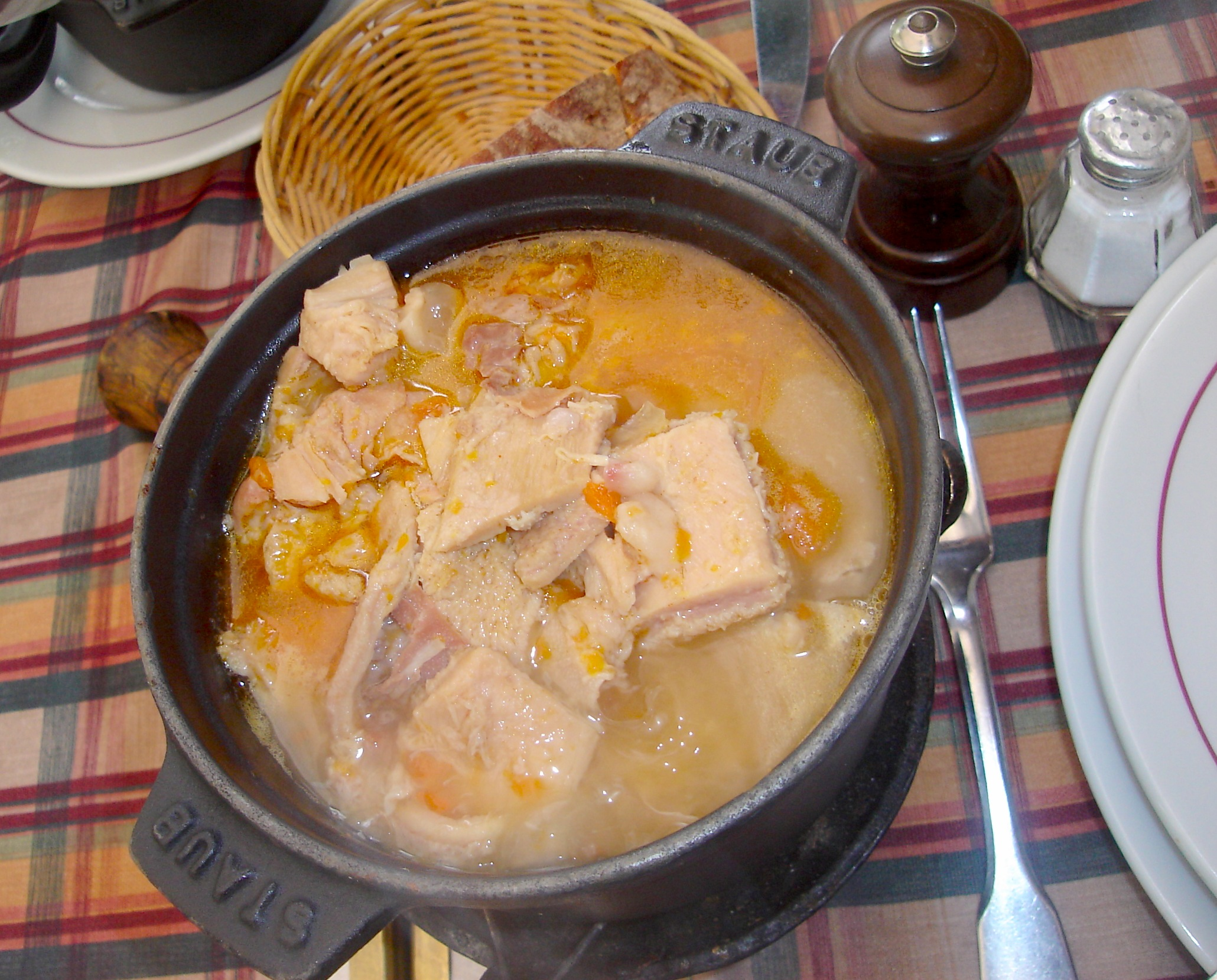
カン風トリップ。フランス・ノルマンディー地方の郷土料理。
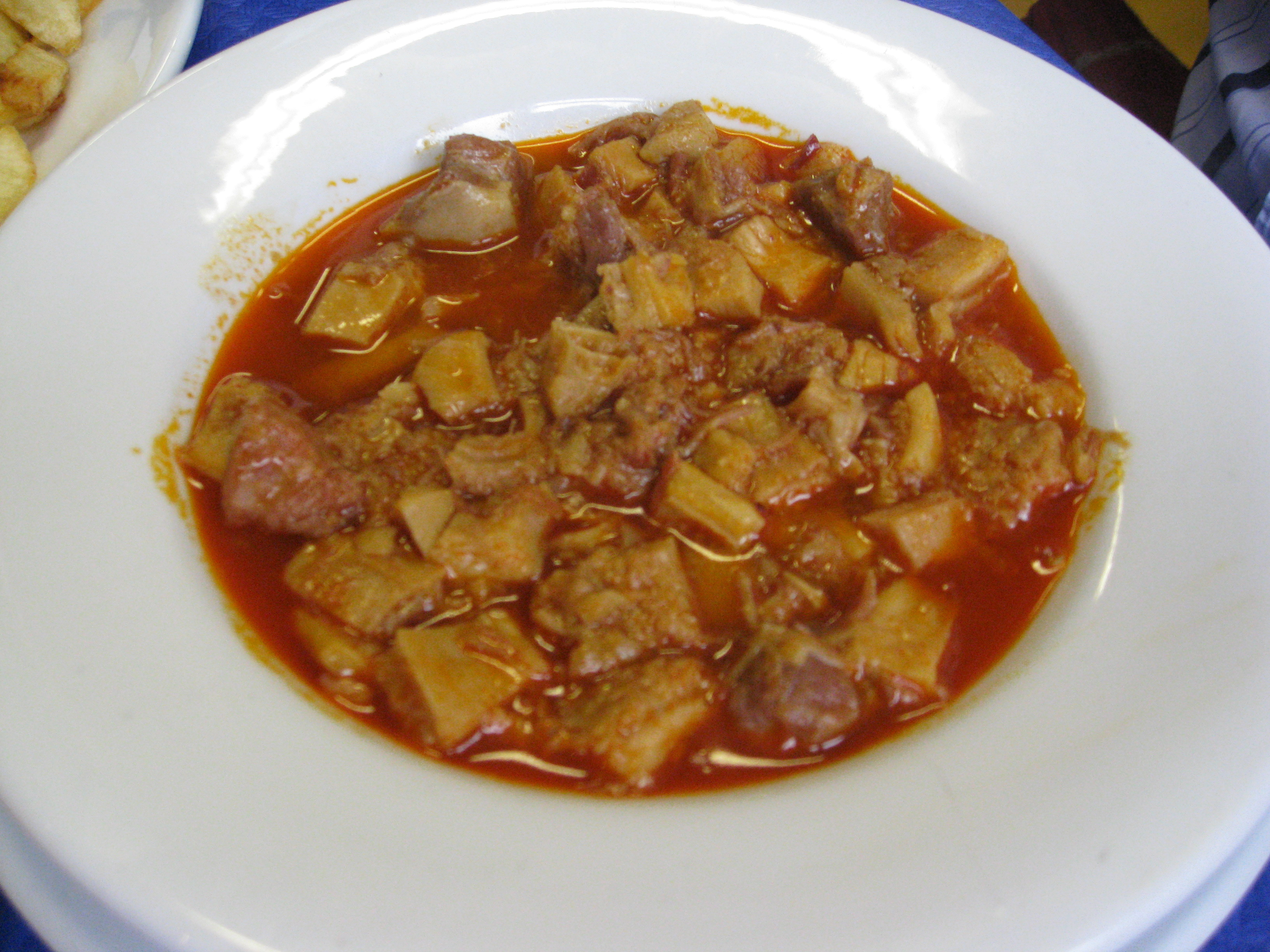
カジョス。スペインの料理。トマト、タマネギと一緒に牛ハチノスをワイン煮込みにしたもの。
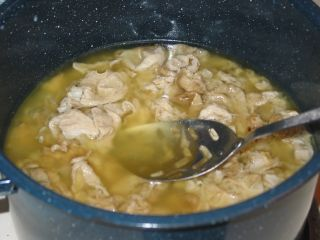
チタリングス。アメリカ・アフリカ系アメリカ人の伝統料理。→ソウルフード (アフリカ系アメリカ人)
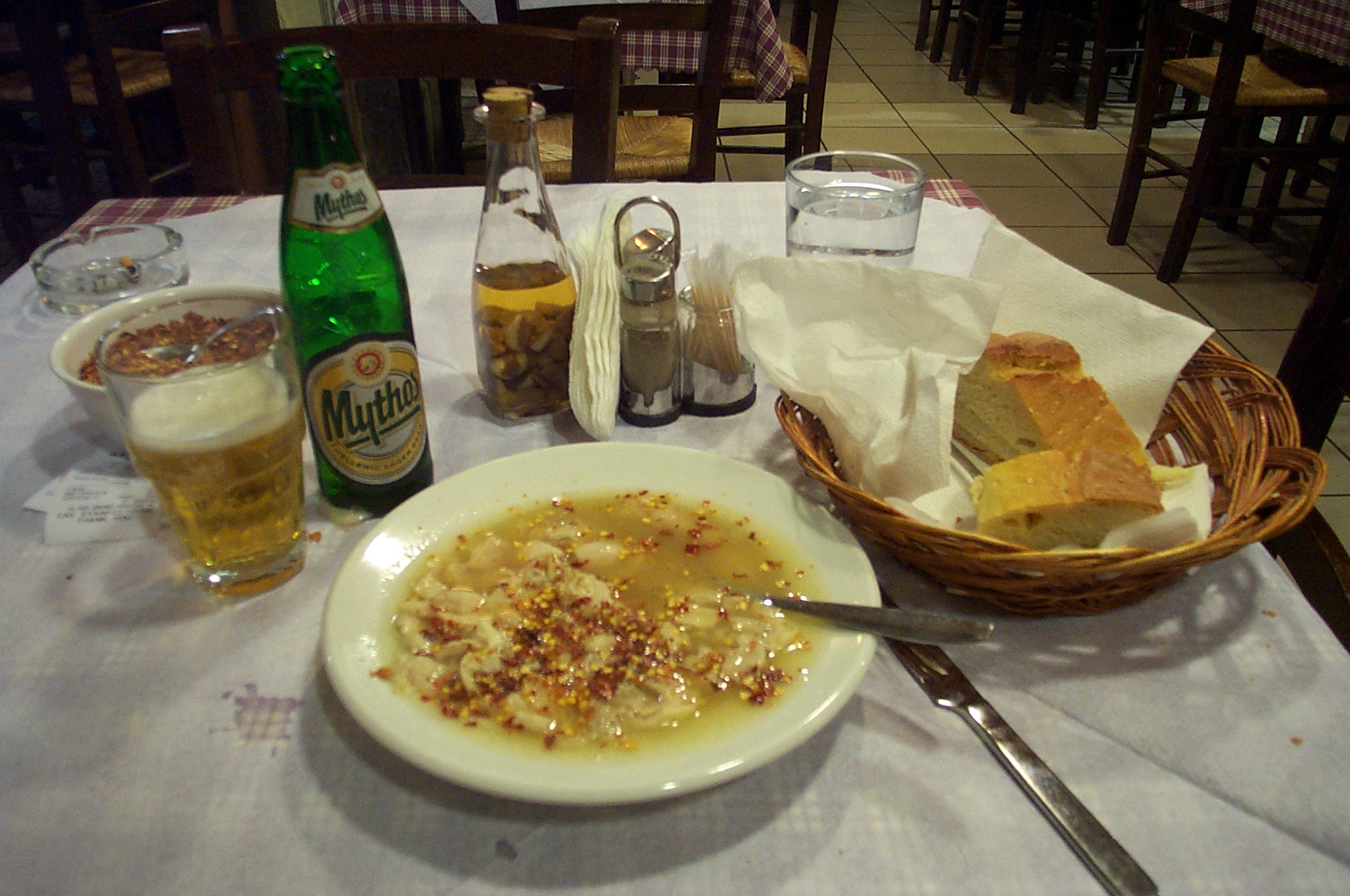
ギリシャのパツァス。同様の料理は周辺のトルコやセルビア、ブルガリア、マケドニア共和国などにも見られる。
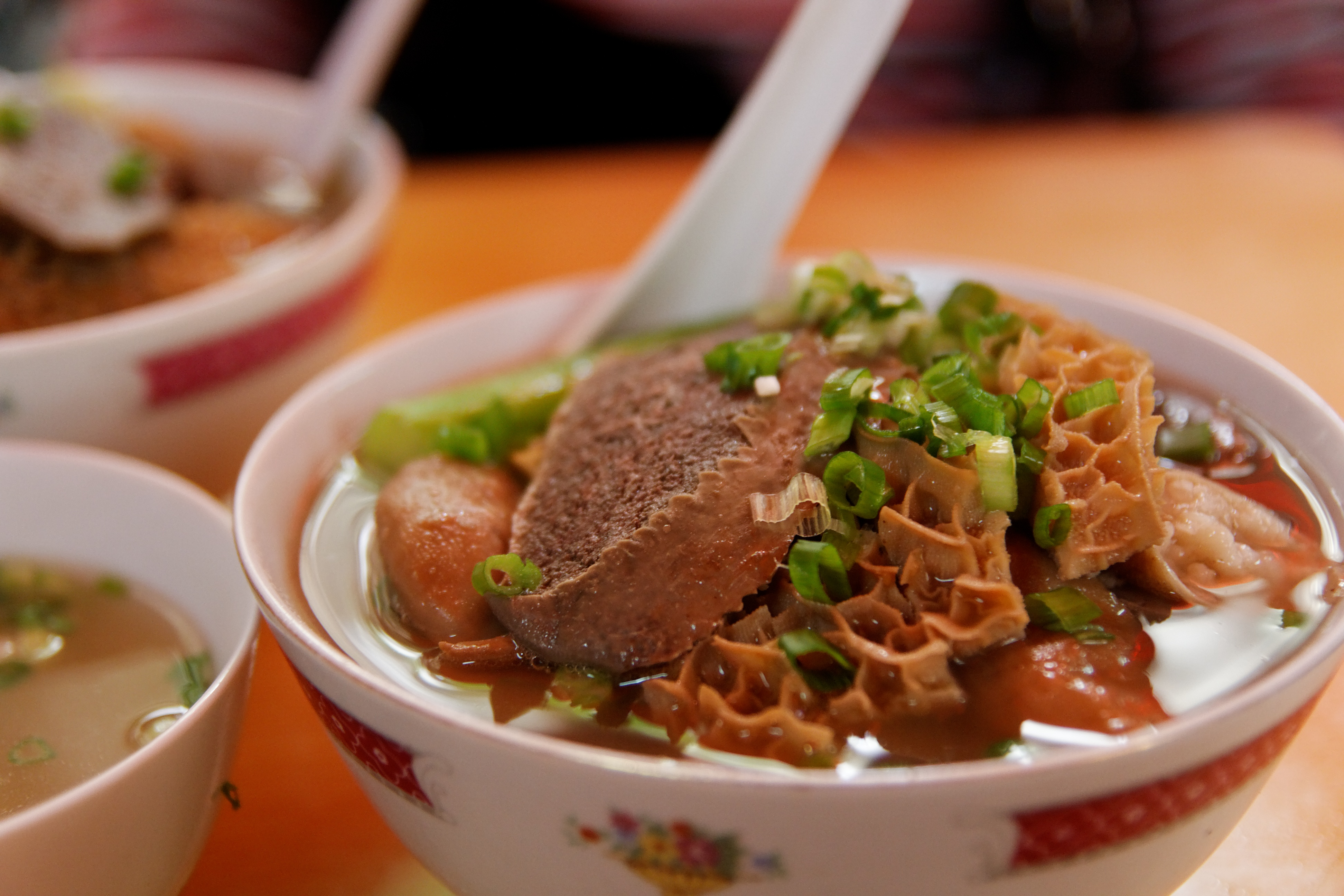
中国の牛雑河粉。ライスヌードルの具としてもつ煮が用いられたもの。